# حسين أباد (تشايبارة)
حسين أباد (بالفارسية: حسین‌آباد) هي قرية تقع في أذربيجان الغربية في إيران. يقدر عدد سكانها بـ 177 نسمة .